# 支付服务提供商
支付服务提供商（英語：payment service provider, PSP）是指向商家提供支付服务的公司。支付服务提供商负责封装复杂的底层数据路径，然后给商家提供一个简化的统一入口，使得商家可以能通过电子交易的形式来进行信用卡、支票转账。许多支付服务提供商随着互联网大潮发展起来，其中比较知名的有PayPal、Stripe、Square、支付宝等。